# Fond du Lac (Wisconsin)
Fond du Lac er en amerikansk by og administrativt centrum i det amerikanske county Fond du Lac County, i staten Wisconsin. I 2000 havde byen et indbyggertal på 42.203.